# Elston Turner (1990)
Elston Howard Turner jr. (Sacramento, 6 marzo 1990) è un ex cestista statunitense.
È omonimo del padre Elston, che ha giocato anch'egli a Pesaro e in NBA.

## Carriera
Il 30 luglio 2019 firma un contratto con l'Universo Treviso Basket, tuttavia il 21 agosto la società comunica la rescissione dell'accordo per il mancato adempimento da parte del giocatore del contratto.